# Mat Kearney
Treść tego artykułu może nie być zgodna z zasadami neutralnego punktu widzenia.
 Po wyeliminowaniu niedoskonałości należy usunąć szablon [[Szablon:Dopracować|]] z tego artykułu.
Mat Kearney (ur. 1 grudnia 1978 w Eugene) – muzyk, piosenkarz i autor tekstów. Zaczął być bardziej rozpoznawalny po wydaniu drugiego albumu (Nothing Left To Lose).
Jego utwory można było usłyszeć w wielu serialach m.in. w Chirurgach.

## Albumy
- Bullet (2004)
- Nothing Left To Lose (2006)
- City of Black & White (2009)
- Young Love (2011)

## Dyskografia

### Utwory z albumuBullet
- "Trainwreck"
- "Undeniable"
- "Bullet"
- "Girl America"
- "In the Middle"
- "Renaissance"
- "Call Me"
- "Poor Boy"
- "Walking Away"
- "Tomorrow
- "Won't Back Down"

### Utwory z albumuNothing Left To Lose
- "Undeniable"
- "Nothing Left to Lose"
- "Crashing Down"
- "Girl America"
- "In the Middle"
- "Can't Break Her Fall"
- "What's a Boy to Do"
- "Wait"
- "Bullet"
- "All I Need"
- "Renaissance"
- "Where We Gonna Go from Here"
- "Won't Back Down"
- "Breathe in Breathe Out [*]"

### Utwory z albumuCity of Black & White
- "All I Have"
- "Fire & Rain"
- "Closer To Love"
- "Here We Go"
- "Lifeline"
- "New York To California"
- "Runaway Car"
- "Never Be Ready"
- "Annie"
- "Straight Away"
- "On & On"
- "City Of Black & White"

### Utwory z albumuYoung Love
- "Hey Mama"
- "Ships In The Night"
- "Count On Me"
- "Sooner Or Later"
- "Chasing The Light"
- "Learning To Love Again"
- "Down"
- "She Got The Honey"
- "Young Dumb And In Love"
- "Rochester"